# Gurania arrabidae
Gurania arrabidae là một loài thực vật có hoa trong họ Cucurbitaceae. Loài này được (Schltdl.) Cogn. mô tả khoa học đầu tiên năm 1876.